# Panamomops pamiricus
Panamomops pamiricus är en spindelart som beskrevs av Andrei V. Tanasevitch 1989. Panamomops pamiricus ingår i släktet Panamomops och familjen täckvävarspindlar. Inga underarter finns listade i Catalogue of Life.